# 2014年ソチオリンピックのフランス選手団
2014年ソチオリンピックのフランス選手団（2014ねんソチオリンピックのフランスせんしゅだん）は、2014年2月7日から23日までロシアのソチで開催された2014年ソチオリンピックのフランス選手団、およびその競技結果。

## 概要
今大会は金メダル4個、銀メダル4個、銅メダル7個の合計15個のメダルを獲得した。金メダル数は過去最多タイ、銅メダル数は過去最多であり、合計メダル数も過去最多となった。

## メダル
| メダル | 選手名                                                                          | 競技                   | 種目                   |
| ------ | ------------------------------------------------------------------------------- | ---------------------- | ---------------------- |
| 金     | ジャン・シャピュイ                                                              | フリースタイルスキー   | 男子スキークロス       |
| 金     | ピエール・ボルティエ                                                            | スノーボード           | 男子スノーボードクロス |
| 金     | マルタン・フールカデ                                                            | バイアスロン           | 男子20km個人           |
| 金     | マルタン・フールカデ                                                            | バイアスロン           | 男子12.5kmパシュート   |
| 銀     | スティーブ・ミシエ                                                              | アルペンスキー         | 男子大回転             |
| 銀     | マリー・マルティノ                                                              | フリースタイルスキー   | 女子スキーハーフパイプ |
| 銀     | アルノ・ボヴォロンタ                                                            | フリースタイルスキー   | 男子スキークロス       |
| 銀     | マルタン・フールカデ                                                            | バイアスロン           | 男子15kmマススタート   |
| 銅     | アレクシス・パンテュロー                                                        | アルペンスキー         | 男子大回転             |
| 銅     | ジャン・ゲラール モリス・マニフィカ ロビン・デュヴィラール イヴァン・ボワトゥー | クロスカントリースキー | 男子4×10kmリレー       |
| 銅     | コリン・マテル                                                                  | スキージャンプ         | 女子ノーマルヒル       |
| 銅     | ケヴィン・ロラン                                                                | フリースタイルスキー   | 男子スキーハーフパイプ |
| 銅     | ジョナタン・ミドル                                                              | フリースタイルスキー   | 男子スキークロス       |
| 銅     | クロエ・トレスプシュ                                                            | スノーボード           | 女子スノーボードクロス |
| 銅     | ジャン＝ギヨーム・ベアトリクス                                                  | バイアスロン           | 男子12.5kmパシュート   |